# Sejm piotrkowski 1498
Sejm piotrkowski 1498 – Sejm walny Korony Królestwa Polskiego został zwołany w listopadzie 1497 roku do Piotrkowa.
Sejmiki przedsejmowe w województwach odbyły się 15 grudnia 1497 roku. 
Obrady sejmu trwały od 18 stycznia do 17 lutego 1498 roku. 
17 lutego 1498 roku wydano uniwersał o czopowem.